# Gare de Canora (Via Rail)
Pour les articles homonymes, voir Canora.
Cet article possède des paronymes, voir Gare Canora et Gare Canora (RTM).
La  gare de Canora à Veregin est desservie par Via Rail Canada. C'est une gare chauffée, sans personnel. Il y a trois trains par semaine, dans chaque direction.